# Salima Yenbou

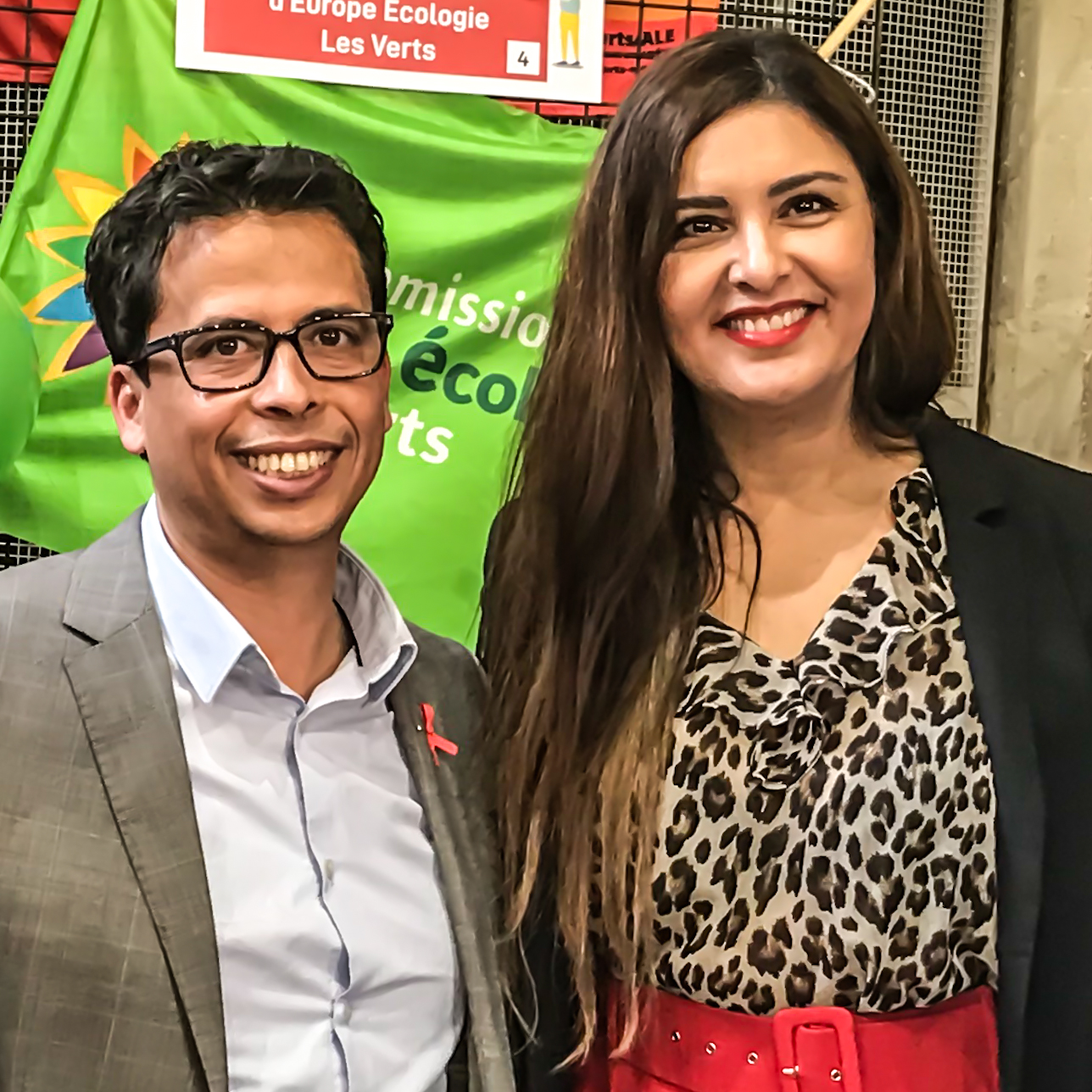
Salima Yenbou (2019)

Salima Yenbou (* 14. März 1971 in Aubervilliers) ist eine französische Lehrerin und Politikerin (seit 2022 Renaissance,  2012 bis 2015 PS, 2015 bis 2022 ÉAC). Im Zuge der Europawahl 2019 gewann sie ein Mandat und ist seitdem Mitglied des neunten Europäischen Parlaments. Sie war bis 8. März 2022 Mitglied der Fraktion Die Grünen/EFA, seit dem 9. März 2022 ist sie in der Fraktion Renew Europe.

## Leben

### Jugend und Ausbildung
Salima Yenbou wurde am 14. März 1971 im Pariser Vorort Aubervilliers als Tochter eines Arbeiters und einer Hausfrau beider algerischer Herkunft geboren. Sie wuchs im als berüchtigt geltenden Stadtteil Cité des 3000 der Gemeinde Aulnay-sous-Bois auf.
Nach ihrer Schulausbildung und ihrem Studium arbeitete sie zunächst als Lehrerin, später als Schulleiterin. Sie war bis zuletzt stellvertretenden Schulleiterin eines Berufsgymnasiums in Combs-la-Ville.

### Politisches Engagement
Salima Yenbou engagierte sich seit 2014 in der Parti Socialiste. Zwischenzeitlich war sie Gemeinderätin für Dammarie-les-Lys. 2016 verließ sie die Parti Socialiste und trat der Alliance écologiste indépendante (AEI) bei. Für die AEI kandidierte sie bei den Parlamentswahlen 2017 im 11. Wahlkreis des Départements Seine-Saint-Denis, kam aber mit 0,87 Prozent der Stimmen nur auf den neunten Platz.
2019 nominierte die AEI sie für die Wahlliste der Europawahl 2019. Sie erhielt Platz 10 auf der gemeinsamen Liste von Europe Écologie-Les Verts (EELV), Alliance écologiste indépendante (AEI) sowie Régions et peuples solidaires (RPS). Im Wahlkampf setzte Yenbou sich vor allem für eine sozialere Klimapolitik ein, auch plädiert sie für eine Änderung der Gemeinsamen Agrarpolitik, damit Kleinlandwirte und dem ökologischen Landbau mehr Unterstützung geboten würde. Zudem warb sie für mehr direktdemokratische Elemente innerhalb der EU.
Die gemeinsame Liste aus EELV, AIE und RPS gewann 13,43 Prozent und damit 13 der 79 französischen Mandate, darunter auch Semina Yenbiu. Seitdem ist sie Mitglied des neunten Europäischen Parlaments und trat gemeinsam mit den gewählten Abgeordneten der EELV der Fraktion der Grünen/EFA bei. Sie war neben Caroline Roose die einzige Abgeordnete der AEI. Für ihre Fraktion war sie Mitglied im Ausschuss für auswärtige Angelegenheiten sowie im Ausschuss für Kultur und Bildung. Zudem ist sie stellvertretendes Mitglied im Ausschuss für Beschäftigung und soziale Angelegenheiten. Im März 2022 wechselte sie zur Fraktion Renew Europe. Im Oktober 2022 trat sie der Partei Renaissance bei.

### Privat
Salima Yenbou ist Mutter dreier Kinder.